# Герсон Діас
Герсон Діас (ісп. Gerson Díaz, нар. 11 лютого 1972, Каракас) — венесуельський футболіст, що грав на позиції півзахисника, зокрема за «Каракас» та національну збірну Венесуели.

## Клубна кар'єра
У дорослому футболі дебютував 1989 року виступами за «Каракас», в якому провів п'ять сезонів. 
Протягом 1994—1995 років захищав кольори клубу аргентинського «Депортіво Мандію», після чого повернувся до «Каракаса». Цього разу відіграв за команду з Каракаса наступні чотири сезони своєї ігрової кар'єри.
Завершував ігрову кар'єру у «Депортіво Італчакао», за який виступав протягом 1999—2000 років.

## Виступи за збірну
1995 року дебютував в офіційних матчах у складі національної збірної Венесуели.
У складі збірної був учасником розіграшу Кубка Америки 1995 року в Уругваї та розіграшу Кубка Америки 1997 року у Болівії.
Загалом протягом кар'єри в національній команді, яка тривала 3 роки, провів у її формі 23 матчі, забивши 2 голи.